# 日活ロマンポルノ作品一覧
日活ロマンポルノ作品一覧（にっかつロマンポルノさくひんいちらん）は、1971年から1988年の間に製作された日活ロマンポルノ（1978年より、にっかつロマンポルノ）全作品の一覧。
作品名の後に公開年月日を示し、この順に並べる。同時公開作品は50音順。監督名、主演女優名を付す。
日活が買い取りロマンポルノ名義で公開した他社制作作品は含まない。
なお、「ロマンポルノ」の名を冠した後続企画の作品も併せて表記する。

## 1971年
- 団地妻 昼下りの情事（1971年11月20日）監督：西村昭五郎、主演：白川和子
- 色暦大奥秘話（1971年11月20日）監督：林功、主演：小川節子
- 恋狂い（1971年12月01日）監督：加藤彰、主演：白川和子
- 女子高生レポート 夕子の白い胸（英語版）（1971年12月01日）監督：近藤幸彦、主演：片桐夕子
- 色暦女浮世絵師（1971年12月18日）監督：曾根中生、主演：小川節子
- 花芯の誘い（1971年12月18日）監督：小沼勝、主演：牧恵子
- セックス・ライダー 濡れたハイウェイ（1971年12月28日）監督：蔵原惟二、主演：田中真理
- 女子高生レポート 花ひらく夕子（1971年12月28日）監督：近藤幸彦、主演：片桐夕子

## 1972年
- たそがれの情事（1972年1月8日）監督：西村昭五郎、主演：白川和子、原英美
- 晴姿 おんな絵巻（1972年1月8日）監督：林功、主演：小川節子
- OL日記 牝猫の匂い（1972年1月18日）監督：藤井克彦、主演：中川梨絵
- 恋の狩人 ラブ・ハンター（英語版）（1972年1月18日）監督：山口清一郎、主演：原英美、田中真理
- 性盗ねずみ小僧（1972年1月29日）監督：曾根中生、主演：小川節子
- 濡れた唇（1972年1月29日）監督：神代辰巳、主演：絵沢萌子
- しなやかな獣たち（1972年2月9日）監督：加藤彰、主演：田中真理
- 花弁のしずく（英語版）（1972年2月9日）監督：田中登、主演：中川梨絵
- さすらいの情事（1972年2月19日）監督：西村昭五郎、主演：白川和子
- 白い天使の誘惑（1972年2月19日）監督：藤井克彦、主演：片桐夕子
- 情炎お七恋唄（1972年2月29日）監督：小原宏裕、主演：小川節子
- 秘事 ひめごと（1972年2月29日）監督：林功、主演：真湖道代、原英美
- らしゃめんお万 雨のオランダ坂（1972年3月18日）監督：曾根中生、主演：サリー・メイ
- 学生妻 しのび泣き（1972年3月18日）監督：加藤彰、主演：片桐夕子
- ラブハンター 熱い肌（1972年3月29日）監督：小沼勝、主演：田中真理
- 薔薇のためいき（1972年3月29日）監督：西村昭五郎、主演：小川節子
- 性豪列伝 夜も昼も（1972年4月8日）監督：林功、主演：白川和子
- 白い女郎花（1972年4月8日）監督：藤井克彦、主演：片桐夕子
- 愛のぬくもり（1972年4月19日）監督：近藤幸彦、主演：田中真理
- 新宿真夜中物語 男と女（1972年4月19日）監督:小原宏裕、主演：原英美
- らしゃめんお万 彼岸花は散った（1972年4月29日）監督：曾根中生、主演：サリー・メイ、林美樹
- 団地妻 しのび逢い（1972年4月29日）監督：西村昭五郎、主演：白川和子、相川圭子
- 雨のヘッドライト（1972年5月17日）監督：小沼勝、主演：田中真理
- 牝猫たちの夜（1972年5月17日）監督：田中登、主演：桂知子
- 真昼の情事（1972年5月27日）監督：藤井克彦、主演：白川和子
- 続・色暦大奥秘話 －淫の舞－（1972年5月27日）監督：林功、主演：小川節子
- 白い指の戯れ（1972年6月7日）監督：村川透、主演：伊佐山ひろ子
- 恍惚の朝（1972年6月7日）監督：加藤彰、主演：中川梨絵
- おんな天国 子だね貰います（1972年6月17日）監督：小原宏裕、主演：田中真理
- 盛り場 流れ花（1972年6月17日）監督：八巻晶彦、主演：片桐夕子
- 闇に浮ぶ白い肌（1972年6月28日）監督：西村昭五郎、主演：白川和子
- 性談牡丹燈籠（1972年6月28日）監督：曾根中生、主演：小川節子
- 極楽坊主 女悦説法（1972年7月8日）監督：林功、主演：原英美
- 団地妻 忘れ得ぬ夜 （1972年7月8日）監督：遠藤三郎、主演：宮下順子
- 隠し妻（1972年7月19日）監督：小沼勝、主演：片桐夕子
- 夜汽車の女（英語版）（1972年7月19日）監督：田中登、主演：田中真理
- 艶説 お富与三郎（1972年7月27日）監督：加藤彰、主演：続圭子
- 真夏の夜の情事（1972年7月27日）監督：藤井克彦、主演：白川和子
- 色暦大奥秘話 刺青百人競べ（1972年8月5日）監督：近藤幸彦、主演：小川節子
- 団地妻 昼下りの悶え（1972年8月5日）監督：西村昭五郎、主演：二條明美
- 性豪列伝 死んで貰います（1972年8月16日）監督：林功、主演：白川和子、相川圭子
- 八月はエロスの匂い（1972年8月16日）監督：藤田敏八、主演：川村真樹
- 艶説女侠伝 お万乱れ肌（1972年8月26日）監督：藤井克彦、主演：サリー・メイ
- 情婦（1972年8月26日）監督：遠藤三郎、主演：宮下順子
- 官能地帯 哀しみの女街（1972年9月6日）監督：村川透、主演：青山美代子
- 好色家族 狐と狸（1972年9月6日）監督：田中登、主演：田中真理
- (秘)女郎市場（1972年9月16日）監督：曾根中生、主演：片桐夕子
- 覗かれた情事（1972年9月16日）監督：西村昭五郎、主演：白川和子
- 江戸小町 淫の宴（1972年9月27日）監督：加藤彰、主演：小川節子、片桐夕子
- 女子学生 セクシー・ダイナマイト（1972年9月27日）監督：林功、主演：小川節子、田中真理
- エロスの誘惑（1972年10月7日）監督：藤田敏八、主演：中川梨絵
- 一条さゆり 濡れた欲情（1972年10月7日）監督：神代辰巳、主演：一条さゆり
- 妻三人 狂乱の夜（1972年10月28日）監督：小沼勝、主演：二條朱美、原英美
- 団地妻 女ざかり（1972年10月28日）監督：遠藤三郎、主演：宮下順子
- 官能教室 愛のテクニック（1972年11月8日）監督：田中登、主演：田中真理
- 白い天使の抱擁（1972年11月8日）監督：藤井克彦、主演：片桐夕子、原英美
- 新・色暦大奥秘話 －やわ肌献上－（1972年11月18日）監督：林功、主演：小川節子
- 昼下がりの情事 裏窓（1972年11月18日）監督：西村昭五郎、主演：白川和子、宮下順子
- セックス・ハンター 濡れた標的（1972年11月29日）監督：澤田幸弘、主演：伊佐山ひろ子
- 色情姉妹（英語版）（1972年11月29日）監督：曾根中生、主演：二條朱美
- （秘）弁天御開帳（1972年12月16日）監督：武田一成、主演：潤まり子
- OL日記 牝猫の情事（1972年12月16日）監督：加藤彰、主演：中川梨絵
- 哀愁のサーキット（1972年12月27日）監督：村川透、主演：木山佳
- 戦国ロック 疾風の女たち（1972年12月27日）監督：長谷部安春、主演：田中真理

## 1973年
- 新・色暦大奥秘話 花吹雪おんな事始め（1973年1月4日）監督：近藤幸彦、主演：小川節子
- おさな妻の告白 衝撃 ショック（1973年1月4日）監督：西村昭五郎、主演：片桐夕子
- 女子大生 SEX方程式（1973年1月13日）監督：小原宏裕、主演：田中真理
- 団地妻 奪われた夜（1973年1月13日）監督：遠藤三郎、主演：宮下順子
- 性豪列伝 お揉みいたします（1973年1月24日）監督：林功、主演：白川和子、原英美
- 昼下りの情事 変身（1973年1月24日）監督：田中登、主演：青山美代子
- セックス・ライダー 傷だらけの欲情（1973年2月3日）監督：蔵原惟二、主演：杉原ミミ
- 熟れすぎた乳房 人妻（1973年2月3日）監督：曾根中生、主演：宮下順子、白川和子
- (秘)大奥外伝 尼寺淫の門（1973年2月21日）監督：藤井克彦、主演：小川節子、宮下順子
- 実録白川和子 裸の履歴書（1973年2月21日）監督：曾根中生、主演：白川和子
- 妻三人 肌くらべ（1973年3月3日）監督：林功、主演：原英美
- 女高生SEX暴力（1973年3月3日）監督：白井伸明、主演：片桐夕子
- さいはての情事（1973年3月14日）監督：小澤啓一、主演：川村真樹
- 団地妻 歓喜の夜（1973年3月14日）監督：遠藤三郎、主演：宮下順子
- エロスは甘き香り（1973年3月24日）監督：藤田敏八、主演：伊佐山ひろ子、桃井かおり
- 職業別SEX攻略法（1973年3月24日）監督：林功、主演：原英美
- 恋人たちは濡れた（英語版）（1973年3月24日）監督：神代辰巳、主演：中川梨絵
- にっぽん歓楽地帯 トルコ三姉妹（1973年4月4日）監督：小原宏裕、主演：片桐夕子
- 昼下りの情事 古都曼陀羅（1973年4月4日）監督：小沼勝、主演：山科ゆり、宮下順子
- (秘)女郎責め地獄（1973年4月14日）監督：田中登、主演：中川梨絵
- 団地妻 女の匂い（1973年4月14日）監督：白鳥信一、主演：宮下順子
- (秘)大奥外伝 淫薬おんな狂乱（1973年4月25日）監督：近藤幸彦、主演：続圭子
- おさな妻の告白 陶酔 クライマックス（1973年4月25日）監督：西村昭五郎、主演：片桐夕子
- 色道講座 のぞき専科（1973年4月25日）監督：武田一成、主演：二條朱実
- (秘)温泉穴場さがし（1973年5月5日）監督：林功、主演：小川節子、宮下順子
- 女子大生SEX方程式 同棲（1973年5月5日）監督：小原宏裕、主演：梢ひとみ、田中真理
- 雨の夜の情事（1973年5月23日）監督：白鳥信一、主演：宮下順子
- 女高生 肉体暴力（1973年5月23日）監督：近藤幸彦、主演：山科ゆり
- 女地獄 森は濡れた（1973年5月23日）監督：神代辰巳、主演：伊佐山ひろ子
- 不良少女 野良猫の性春（1973年5月31日）監督：曾根中生、主演：片桐夕子
- 恋の狩人 欲望（1973年6月2日）監督：山口清一郎、主演：田中真理
- (秘)穴場情報 牝馬の吐息（1973年6月13日）監督：遠藤三郎、主演：二條朱実、宮下順子
- 新色暦大奥秘話 愛戯お仕込処（1973年6月13日）監督：藤井克彦、主演：小川節子
- 怨歌情死考 傷だらけの花弁（1973年6月23日）監督：小原宏裕、主演：小川節子
- 外人妻（1973年6月23日）監督：白井伸明、主演：サラ・バーネット
- 濡れた荒野を走れ（英語版）（1973年6月23日）監督：澤田幸弘、主演：山科ゆり
- 団地妻 火遊び（1973年7月4日）監督：西村昭五郎、主演：宮下順子
- 昭和おんなみち 裸性門（1973年7月4日）監督：曾根中生、主演：梢ひとみ
- 淫獣の宿（1973年7月7日）監督：西村昭五郎、主演：インゲル・サンド、 バール・ヤンソン
- やくざ観音 情女仁義（1973年7月14日）監督：神代辰巳、主演：安田のぞみ
- 真夜中の妖精（1973年7月14日）監督：田中登、主演：山科ゆり
- 必殺色仕掛け（1973年7月14日）監督：藤井克彦、主演：二條朱実
- 愛に濡れたわたし（1973年7月25日）監督：加藤彰、主演：宮下順子
- 夜の禁猟区（1973年7月25日）監督：小澤啓一、主演：梢ひとみ
- 女子大生 SEX夏期ゼミナール（1973年8月4日）監督：林功、主演：潤ますみ、安田のぞみ
- 色情旅行 香港慕情（1973年8月4日）監督：小沼勝、主演：小川節子、片桐夕子、宮下順子
- (秘)商社情報 女買い占め売り惜しみ（1973年8月15日）監督：白井伸明、主演：牧れい子
- 女調査員SEXレポート 主婦売春（1973年8月15日）監督：白鳥信一、主演：丘奈保美
- 肉体犯罪海岸 －ピラニアの群れ－（1973年8月15日）監督：西村昭五郎、主演：梢ひとみ
- (秘)商社情報 女買い占め売り惜しみ（1973年8月25日）監督：白井伸明、主演：牧れい子
- 女教師 私生活（1973年8月25日）監督：田中登、主演：市川亜矢子
- 新宿ラブ・ホテル 週末(秘)天国（1973年9月12日）監督：遠藤三郎、主演：牧れい子
- 大江戸性盗伝 -女斬り-（1973年9月12日）監督：藤井克彦、主演：小川節子
- 番格 女子高校生のSEXと暴力の実態（1973年9月22日）監督：蔵原惟二、主演：梢ひとみ、丘奈保美
- 蜜のしたたり （1973年9月22日） 監督：加藤彰、主演：ソルベイ・アンダーソン、ペーデル・シンバーリ
- さすらいかもめ -釧路の夜-（1973年10月5日）監督：西村昭五郎、主演：片桐夕子、宮下順子
- 実話ポルノ事件簿 結婚詐欺（1973年10月5日）監督：近藤幸彦、主演：片桐夕子、続圭子
- 性豪列伝 夜の牝馬ならし（1973年10月5日）監督：林功、主演：潤ますみ
- (秘)女郎残酷色地獄（1973年10月24日） 監督：白鳥信一、主演：中川梨絵
- 人妻 -残り火-（1973年10月24日）監督：磯見忠彦、主演：宮下順子
- 四畳半襖の裏張り（英語版）（1973年11月3日）監督：神代辰巳、主演：宮下順子
- 女子大生 偽処女（1973年11月3日）監督：白井伸明、主演：潤ますみ
- ためいき（1973年11月20日）監督：曾根中生、主演：立野弓子
- 性教育ママ （1973年11月20日） 監督：加藤彰、主演：司美智子
- OL日記 密漁 あさる（1973年12月5日）監督：藤井克彦、主演：梢ひとみ、宮下順子
- 女教師 甘い生活（1973年12月5日）監督：小沼勝、主演：梢ひとみ、市川亜矢子
- 愛欲の罠 （別題：朝日のようにさわやかに（1973年12月15日）監督：大和屋竺、主演：安田のぞみ
- 欲情の季節 蜜をぬる18才（1973年12月15日）監督：武田一成、主演：梢ひとみ
- バンカク 関東SEX軍団（1973年12月26日）監督：小澤啓一、主演：五十嵐のり子
- 狂棲時代（1973年12月26日）監督：白鳥信一、主演：山科ゆり

## 1974年
- 大奥秘話 晴姿姫ごと絵巻 （1974年1月3日） 監督：林功、主演：小川節子、宮下順子
- 濡れた欲情 特出し21人 （1974年1月3日） 監督：神代辰巳、主演：片桐夕子
- おさな妻の告白 失神 エクスタシー （1974年1月15日） 監督：磯見忠彦、主演：立野弓子
- 団地妻 昼下りの誘惑 （1974年1月15日） 監督：西村昭五郎、主演：宮下順子
- (秘)女子大生 SEXアルバイト （1974年1月26日） 監督：小原宏裕、主演：潤ますみ
- 実録エロ事師たち （1974年1月26日） 監督：曾根中生、主演：二條朱実
- OL日記 濡れた札束 （1974年2月6日） 監督：加藤彰、主演：中島葵
- 実録ジプシー・ローズ （1974年2月6日） 監督：西村昭五郎、主演：ひろみ摩耶
- 四畳半襖の裏張り しのび肌 （1974年2月16日） 監督：神代辰巳、主演：宮下順子
- 続ためいき （1974年2月16日） 監督：曾根中生、主演：梢ひとみ
- 女子大生 かりそめの妻 （1974年3月2日） 監督：武田一成、主演：星まり子
- 白い娼婦 花芯のたかまり （1974年3月2日） 監督：小沼勝、主演：山科ゆり
- OL日記 ちぎれた愛欲 （1974年3月13日） 監督：桑山朝夫、主演：梢ひとみ
- 昼下りの情事 噂の看護婦 （1974年3月13日） 監督：藤井克彦、主演：美理恭子
- 実録エロ事師たち 巡業花電車 （1974年4月9日） 監督：林功、主演：星まり子
- 日本モーテルエロチカ 回転ベッドの女 （1974年4月9日） 監督：白井伸明、主演：潤ますみ
- すけばん刑事 ダーティ・マリー （1974年4月20日） 監督：長谷部安春、主演：梢ひとみ
- 鍵 （1974年5月4日） 監督：神代辰巳、主演：荒砂ゆき
- 卓のチョンチョン （1974年6月8日） 監督：林功・白井伸明、主演：星まり子
- 男女性事学 個人授業 （1974年6月8日） 監督：小原宏裕、主演：中川梨絵
- 花と蛇 （1974年6月22日） 監督：小沼勝、主演：谷ナオミ
- 赤線最後の日 昭和33年3月31日 （1974年6月22日） 監督：白鳥信一、主演：宮下順子
- SEXハイウェイ 女の駐車場 （1974年7月6日） 監督：磯見忠彦、主演：片桐夕子
- 秘本 乱れ雲 （1974年7月6日） 監督：西村昭五郎、主演：碧川じゅん
- ふるさとポルノ記 津軽シコシコ節 （1974年7月20日） 監督：白井伸明、主演：川村真樹
- 新・団地妻 けものの昼下り （1974年7月20日） 監督：加藤彰、主演：宮下順子
- カルーセル麻紀 夜は私を濡らす （1974年8月3日） 監督：西村昭五郎、主演：カルーセル麻紀
- くノ一淫法 百花卍がらみ（英語版） （1974年8月3日） 監督：曾根中生、主演：宮下順子
- 現代娼婦考 制服の下のうずき （1974年8月28日） 監督：曾根中生、主演：潤ますみ
- 実録桐かおる -にっぽん一のレズビアン- （1974年8月28日） 監督：藤井克彦、主演：桐かおる
- ㊙色情めす市場 （1974年9月11日） 監督：田中登、主演：芹明香
- 江戸艶笑夜話 蛸と赤貝 （1974年9月11日） 監督：藤浦敦、主演：小川節子
- 赤線玉の井 ぬけられます （1974年9月21日） 監督：神代辰巳、主演：宮下順子
- 花嫁は濡れていた （1974年10月5日） 監督：近藤幸彦、主演：山科ゆり
- 狂乱の喘ぎ （1974年10月5日） 監督：西村昭五郎、主演：ひろみ摩耶
- 生贄夫人 （1974年10月26日） 監督：小沼勝、主演：谷ナオミ
- 秘本 袖と袖 （1974年10月26日） 監督：加藤彰、主演：宮下順子
- トルコ風呂(秘)昇天 （1974年11月9日） 監督：林功、主演：潤ますみ
- 制服の処女 男狂い （1974年12月7日） 監督：遠藤三郎、主演：内藤杏子
- 房総ペコペコ節おんな万祝 （1974年12月7日） 監督：白井伸明、主演：星まり子

## 1975年
- 実録 元祖マナ板ショー（1975年1月14日）監督：藤井克彦、主演：山科ゆり
- 秘本むき玉子（1975年1月14日）監督：西村昭五郎、主演：梢ひとみ、星まり子
- 十代の性典'75（1975年1月25日）監督：近藤幸彦、主演：朝倉葉子
- 赤線本牧チャブヤの女（1975年1月25日）監督：白鳥信一、主演：ひろみ摩耶、片桐夕子
- 実録阿部定（1975年2月8日）監督：田中登、主演：宮下順子
- レスビアンの世界 -恍惚-（1975年2月19日）監督：小沼勝、主演：有川美穂子
- 新・団地妻 売春グループ13号館（1975年2月19日）監督：西村昭五郎、主演：珠瑠美
- 実録おんな鑑別所 性地獄（1975年3月5日）監督：小原宏裕、主演：梢ひとみ
- 薔薇と鞭（1975年3月5日）監督：遠藤三郎、主演：二條朱美
- トルコ(秘)悶絶（1975年3月19日）監督：林功、主演：ひろみ摩耶
- 女子大生 モーテル歌麿遊び（1975年4月12日）監督：磯見忠彦、主演：内藤杏子
- 大人のオモチャ ダッチワイフ・レポート（1975年4月12日）監督：曾根中生、主演：ひろみ摩耶
- 残酷 黒薔薇私刑（英語版）（1975年4月26日）監督：藤井克彦、主演：谷ナオミ
- 主婦の体験レポート おんなの四畳半（1975年4月26日）監督：武田一成、主演：川崎あかね
- 赤線飛田遊廓（1975年5月10日）監督：西村昭五郎、主演：片桐夕子
- 信州シコシコ節 (オンセン)芸者VSお座敷ストリッパー（1975年5月17日）監督：白井伸明、主演：秋津令子
- 新・団地妻 ブルーフィルムの女（1975年5月17日）監督：林功、主演：珠瑠美
- 女教師 少年狩り（1975年6月4日）監督：小沼勝、主演：ひろみ摩耶
- 続・レスビアンの世界 －愛撫－（1975年6月4日）監督：曾根中生、主演：水乃麻希
- お柳情炎 縛り肌（英語版）（1975年6月18日）監督：藤井克彦、主演：谷ナオミ、東てる美
- トルコ風呂(秘)外伝 尼僧極楽（1975年6月18日）監督：白鳥信一、主演：丘奈保美
- 続実録おんな鑑別所（1975年7月1日）監督：小原宏裕、主演：梢ひとみ
- 東京エマニエル夫人（1975年7月1日）監督：加藤彰、主演：田口久美
- 残酷 女高生(性)私刑（1975年7月23日）監督：林功、主演：東てる美
- 主婦の体験レポート 続おんなの四畳半（1975年7月23日）監督：武田一成、主演：宮下順子
- わななき（1975年8月9日）監督：西村昭五郎、主演：谷口香織
- 黒薔薇昇天（1975年8月9日）監督：神代辰巳、主演：谷ナオミ
- レズビアンの女王 続・桐かおる（1975年8月23日）監督：藤井克彦、主演：桐かおる
- 女高生100人 (秘)モーテル白書（1975年8月23日）監督：曾根中生、主演：岡本麗
- (秘)海女レポート 淫絶（1975年9月6日）監督：近藤幸彦、主演：岡本麗
- OL日記 猥褻な関係（1975年9月6日）監督：白井伸明、主演：二條朱美、宮下順子
- トルコ(秘)最前線 －密技96手－（1975年9月20日）監督：遠藤三郎、主演：片桐夕子
- 鎌倉夫人 童貞倶楽部（1975年9月20日）監督：林功、主演：宮下順子
- 看護婦(秘)カルテ 白い制服の悶え（1975年10月4日）監督：八巻晶彦、主演：水乃麻希
- 新・レスビアンの世界 -陶酔-（1975年10月4日）監督：西村昭五郎、主演：五十嵐ひろみ
- ホステス情報 潮ふき三姉妹（1975年10月18日）監督：曾根中生、主演：岡本麗
- 大江戸 (秘)おんな医者あらし（1975年10月18日）監督：小沼勝、主演：片桐夕子
- 東京エマニエル夫人 個人教授（1975年11月1日）監督：藤井克彦、主演：田口久美
- 白い牝猫 真昼のエクスタシー（1975年11月1日）監督：小原宏裕、主演：梢ひとみ
- 新・団地妻 夫婦交換（1975年11月22日）監督：白鳥信一、主演：中島葵
- 発禁 肉蒲団（1975年11月22日）監督：白井伸明、主演：東てる美
- 新妻地獄（英語版）（1975年12月6日）監督：加藤彰、主演：谷ナオミ
- 主婦の体験レポート 新・おんなの四畳半（1975年12月24日）監督：武田一成、主演：宮下順子
- 濡れた欲情 ひらけ!チューリップ（1975年12月24日）監督：神代辰巳、主演：芹明香

## 1976年
- 淫絶夫人 快楽の奥（1976年1月8日）監督：西村昭五郎、主演：珠瑠美
- 修道女ルナの告白（英語版）（1976年1月8日）監督：小沼勝、主演：高村ルナ
- 宇能鴻一郎の濡れて立つ（1976年1月24日）監督：加藤彰、主演：東てる美
- 新・実録おんな鑑別所 －恋獄－（1976年1月24日）監督：小原宏裕、主演：梢ひとみ
- SEX野郎 (秘)移動売春（1976年2月7日）監督：林功、主演：谷口香織
- 犯す!（1976年2月7日）監督：長谷部安春、主演：八城夏子
- わたしのSEX白書 絶頂度（1976年2月21日）監督：曾根中生、主演：三井マリア
- 夫婦秘戯くらべ（1976年2月21日）監督：武田一成、主演：宮下順子
- 女教師 童貞狩り（1976年3月6日）監督：加藤彰、主演：渡辺外久子
- 団地妻 肉体金融（1976年3月6日）監督：西村昭五郎、主演：水城ゆう
- 禁断 制服の悶え（1976年3月19日）監督：林功、主演：東てる美
- 濡れた壺（1976年3月19日）監督：小沼勝、主演：谷ナオミ
- 全開 特出し姉妹（1976年4月3日）監督：近藤幸彦、主演：片桐夕子
- ルナの告白 私に群がった男たち（1976年4月14日）監督：小原宏裕、主演：高村ルナ
- 淫乱な関係（1976年4月14日）監督：白井伸明、主演：梢ひとみ
- 「妻たちの午後」より 官能の檻（1976年5月1日）監督：西村昭五郎、主演：宮下順子
- ひめごころ（1976年5月1日）監督：藤井克彦、主演：北川たか子
- あの感じ（1976年5月15日）監督：林功、主演：衣麻遼子、中島葵
- 淫絶未亡人（1976年5月15日）監督：曾根中生、主演：珠瑠美
- 好色演戯 濡れ濡れ（1976年5月29日）監督：白井伸明、主演：八城夏子
- 私は18才 (秘)二号生活（1976年5月29日）監督：八巻晶彦、主演：結城マミ
- 江戸川乱歩猟奇館 屋根裏の散歩者（1976年6月12日）監督：田中登、主演：宮下順子
- 奴隷妻（1976年6月12日）監督：加藤彰、主演：谷ナオミ
- あるコールガールの証言 露出（1976年6月26日）監督：西村昭五郎、主演：田口久美
- キャンパス・エロチカ 熟れて開く（1976年7月7日）監督：武田一成、主演：北川たか子
- 暴行切り裂きジャック（1976年7月7日）監督：長谷部安春、主演：桂たまき
- 女囚101 性感地獄（1976年7月21日）監督：林功、主演：珠瑠美
- 性処女 ひと夏の経験（1976年7月21日）監督：蔵原惟二、主演：東てる美
- 色情海女 乱れ壺（1976年7月31日）監督：遠藤三郎、主演：八城夏子
- 犯される（1976年7月31日）監督：小沼勝、主演：宮下順子
- 感じるんです（1976年8月11日）監督：白鳥信一、主演：泉じゅん
- 真夏の夜の情事 悶え（1976年8月11日）（監督：西村昭五郎、主演：片桐夕子
- 東京(秘)ナイト・レポート 熱い樹液（1976年9月8日）監督：小原宏裕、主演：立花りえ
- 花芯の刺青 熟れた壺（英語版）（1976年9月25日）監督：小沼勝、主演：谷ナオミ
- 国際線スチュワーデス 官能飛行（1976年9月25日）監督：藤井克彦、主演：田口久美
- トルコ最新テクニック 吸舌（1976年10月9日）監督：林功、主演：サロメ角田
- 団地妻 (秘)出張売春（1976年10月9日）監督：白井伸明、主演：宮井えりな
- 東京秘密ホテル けものの戯れ（1976年10月20日）監督：藤浦敦、主演：宮下順子
- 暴行!（1976年10月20日）監督：澤田幸弘、主演：梢ひとみ
- 女高生(性)白書 肉体収容所（1976年11月3日）監督：八巻晶彦、主演：八城夏子
- 幼な妻 絶叫!!（1976年11月3日）監督：白鳥信一、主演：渚りな
- 女秘書の告白 果肉のしたたり（1976年11月17日）監督：近藤幸彦、主演：梢ひとみ
- 絶頂の女（1976年11月17日）監督：遠藤三郎、主演：山科ゆり
- 学生情婦 処女の味（1976年11月27日）監督：小原宏裕、主演：八城夏子
- 色情妻 肉の誘惑（1976年11月27日）監督：西村昭五郎、主演：松永てるほ
- 夕顔夫人（英語版）（1976年12月8日）監督：藤井克彦、主演：谷ナオミ

## 1977年
- レイプ25時 暴姦（英語版）（1977年1月22日）監督：長谷部安春、主演：山科ゆり
- 四畳半芸者の枕紙（1977年1月22日）監督：西村昭五郎、主演：宮下順子
- 肉欲の昼下り（1977年2月1日）監督：加藤彰、主演：珠瑠美
- 悶絶!!どんでん返し（1977年2月1日）監督：神代辰巳、主演：谷ナオミ
- おんな(秘)発情度（1977年2月12日）監督：林功、主演：片桐夕子
- OL官能日記 あァ!私の中で（英語版）（1977年2月22日）監督：小沼勝、主演：小川亜佐美
- 女高生トリオ 性感試験（1977年2月23日）監督：白井伸明、主演：小川恵
- 発禁本「美人乱舞」より 責める!（1977年2月23日）監督：田中登、主演：宮下順子
- 宇能鴻一郎のむちむちぷりん（1977年3月5日）監督：白鳥信一、主演：片桐夕子
- 卒業五分前 群姦 リンチ（1977年3月5日）監督：澤田幸弘、主演：小川亜佐美
- (秘)温泉 岩風呂の情事（1977年4月9日）監督：林功、主演：谷ナオミ
- 赤い花弁が濡れる（1977年4月9日）監督：西村昭五郎、主演：松永てるほ
- 性と愛のコリーダ（1977年4月23日）監督：小沼勝、主演：八城夏子
- 壇の浦夜枕合戦記（1977年4月23日）監督：神代辰巳、主演：渡辺とく子
- 横須賀男狩り 少女・悦楽（1977年5月21日）監督：藤田敏八、主演：大野かおり、折口亜矢
- 中山あい子「未亡人学校」より 濡れて泣く（1977年5月21日）監督：藤井克彦、主演：宮下順子
- ホテル強制わいせつ事件 犯して!（1977年6月4日）監督：蔵原惟二、主演：宮井えりな
- 檻の中の妖精（1977年6月4日）監督：小原宏裕、主演：谷ナオミ
- むれむれ女子大生（1977年6月25日）監督：林功、主演：森川麻美
- 「市井」より 本番（1977年6月25日）監督：西村昭五郎、主演：山口美也子、宮下順子
- おさわりサロン おしぼりでお待ちします（1977年7月9日）監督：白井伸明、主演：水城ゆう
- 実録不良少女 姦（1977年7月9日）監督：藤田敏八、主演：日夏たより
- 団地妻 雨やどりの情事（1977年7月23日）監督：西村昭五郎、主演：宮下順子
- 夜這い海女（1977年7月23日）監督：藤浦敦、主演：梓ようこ
- 宇能鴻一郎の上と下（1977年8月6日）監督：白鳥信一、主演：片桐夕子
- 女囚101 しゃぶる（英語版）（1977年8月6日）監督：小原宏裕、主演：谷ナオミ
- 東京チャタレー夫人（1977年8月20日）監督：藤井克彦、主演：志麻いづみ
- 夢野久作の少女地獄（1977年8月20日）監督：小沼勝、主演：小川亜佐美
- 襲られる（1977年9月3日）監督：加藤彰、主演：宮井えりな
- 女子大生 ひと夏の経験（1977年9月3日）監督：近藤幸彦、主演：八城夏子
- 若妻日記 悶える（1977年9月17日）監督：林功、主演：梓よう子
- 新宿乱れ街 いくまで待って（1977年9月17日）監督：曾根中生、主演：山口美也子
- エロス学園 感度ばつぐん（1977年10月1日）監督：蔵原惟二、主演：小川亜佐美
- 幻想夫人絵図（英語版）（1977年10月1日）監督：小原宏裕、主演：谷ナオミ
- (秘)ハネムーン 暴行列車（1977年10月15日）監督：長谷部安春、主演：八城夏子
- 昼下りの情事 すすり泣き（1977年10月15日）監督：白鳥信一、主演：宮下順子
- 女教師（1977年10月29日）監督：田中登、主演：永島暎子
- 肉体の悪魔（1977年10月29日）監督：西村昭五郎、主演：野平ゆき
- 女子大生 (秘)SEX診断（1977年11月26日）監督：藤井克彦、主演：小川恵
- 団地妻 犯された肌（1977年11月26日）監督：白井伸明、主演：宮井えりな
- 団鬼六「黒い鬼火」より 貴婦人縛り壺（1977年12月10日）監督：小沼勝、主演：谷ナオミ
- 16歳 妖精の部屋（1977年12月24日）監督：加藤彰、主演：早瀬しおり
- 肉体の門（1977年12月24日）監督：西村昭五郎、主演：加山麗子

## 1978年
- 宇能鴻一郎のあげちゃいたいの（1978年1月7日）監督：林功、主演：八城夏子
- 修道女ルシア 辱＜けが＞す（1978年1月7日）監督：小原宏裕、主演：野平ゆき
- 四畳半 猥褻な情事（1978年1月21日）監督：藤井克彦、主演：志麻いづみ
- 私は犯されたい（1978年1月21日）監督：白鳥信一、主演：幸早苗
- 襲う!!（1978年2月4日）監督：長谷部安春、主演：小川亜佐美
- 性愛占星術 SEX味くらべ（1978年2月4日）監督：曾根中生、主演：渡辺とく子、結城マミ
- ザ・コールガール 情痴の檻（1978年2月18日）監督：林功、主演：松永てるほ
- 20歳の性白書 のけぞる（1978年2月18日）監督：蔵原惟二、主演：宮井えりな
- さすらいの恋人 眩暈 めまい（1978年3月4日）監督：小沼勝、主演：小川恵
- 順子わななく（1978年3月4日）監督：武田一成、主演：宮下順子
- 危険な関係（1978年3月18日）監督：藤田敏八、主演：宇津宮雅代
- 教師 女鹿（1978年3月18日）監督：曾根中生、主演：栄ひとみ
- 黒薔薇夫人（英語版）（1978年4月1日）監督：西村昭五郎、主演：谷ナオミ
- 出張トルコ また行きます（1978年4月1日）監督：藤浦敦、主演：八城夏子
- 襲え!（1978年4月15日）監督：澤田幸弘、主演：宮井えりな
- 団地妻 二人だけの夜（1978年4月15日）監督：林功、主演：志麻いづみ
- 金曜日の寝室（1978年4月29日）監督：小沼勝、主演：加山麗子
- 桃尻娘 ピンク・ヒップ・ガール（1978年4月29日）監督：小原宏裕、主演：竹田かほり
- (秘)肉体調教師（1978年5月20日）監督：白井伸明、主演：渚りな
- 果てしなき絶頂（1978年5月20日）監督：加藤彰、主演：青山恭子
- オリオンの殺意より 情事の方程式（1978年6月3日）監督：根岸吉太郎、主演：山口美也子
- 若妻が濡れるとき（1978年6月3日）監督：藤井克彦、主演：志麻いづみ
- 課外授業 熟れはじめ（1978年6月24日）監督：白鳥信一、主演：田島はるか
- 縄地獄（英語版）（1978年6月24日）監督：小原宏裕、主演：谷ナオミ
- エロチックな関係（1978年7月8日）監督：長谷部安春、主演：加山麗子
- 人妻集団暴行致死事件（1978年7月8日）監督：田中登、主演：黒沢のり子
- 淫絶海女 うずく（1978年7月22日）監督：林功、主演：八城夏子
- 女高生 天使のはらわた（1978年7月22日）監督：曾根中生、主演：大谷麻知子、川島めぐ
- ひと夏の関係（1978年8月5日）監督：加藤彰、主演：水島美奈子
- 宇能鴻一郎の看護婦寮（1978年8月5日）監督：西村昭五郎、主演：原悦子
- 青い獣 ひそかな愉しみ（1978年9月9日）監督：武田一成、主演：水島美奈子
- 団鬼六 薔薇の肉体（1978年9月9日）監督：藤井克彦、主演：谷ナオミ
- 時には娼婦のように（1978年9月23日）監督：小沼勝、主演：鹿沼えり、水島美奈子、越美晴
- 白い肌の狩人 蝶の骨（1978年9月23日）監督：西村昭五郎、主演：野平ゆき
- おんな刑務所（1978年10月7日）監督：白井伸明、主演：宮井えりな
- 高校エマニエル 濡れた土曜日（1978年10月7日）監督：斎藤信幸、主演：水島美奈子
- 女教師 秘密（1978年10月21日）監督：白鳥信一、主演：山口美也子
- 泉大八の犯しっこ（1978年10月21日）監督：藤井克彦、主演：志麻いづみ、片桐夕子
- ハワイアンラブ 危険なハネムーン（1978年11月3日）監督：林功、主演：加山麗子
- ピンクサロン 好色五人女（1978年11月3日）監督：田中登、主演：宮井えりな
- 悶絶くらげ（1978年11月18日）監督：近藤幸彦、主演：原悦子
- 暴る!（1978年11月18日）監督：長谷部安春、主演：八城夏子
- 団鬼六 縄化粧（1978年12月2日）監督：西村昭五郎、主演：谷ナオミ
- おんなの寝室 好きくらべ（1978年12月23日）監督：白鳥信一、主演：宮下順子、谷ナオミ
- 透明人間 犯せ!（英語版）（1978年12月23日）監督：林功、主演：志麻いづみ

## 1979年
- 宇能鴻一郎の濡れて開く（1979年1月6日）監督：西村昭五郎、主演：八城夏子
- 天使のはらわた 赤い教室（1979年1月6日）監督：曾根中生、主演：水原ゆう紀
- 修道女 濡れ縄ざんげ（1979年1月20日）監督：小原宏裕、主演：野平ゆき
- 女生徒（1979年1月20日）監督：根岸吉太郎、主演：栗田洋子
- クライマックス・レイプ 剥ぐ!（1979年2月3日）監督：藤井克彦、主演：水島美奈子
- 好色美容師 肉体の報酬（1979年2月3日）監督：藤浦敦、主演：小川亜佐美
- 川上宗薫・原作 白いふくらみ（1979年2月17日）監督：白井伸明、主演：志麻いづみ
- 赫い髪の女（1979年2月17日）監督：神代辰巳、主演：宮下順子
- 宇能鴻一郎の看護婦寮日記（1979年3月3日）監督：白鳥信一、主演：水島美奈子
- 女教師 汚れた噂（1979年3月3日）監督：加藤彰、主演：宮井えりな
- 禁じられた体験（1979年3月17日）監督：西村昭五郎、主演：日向明子
- 肉の標的 奪う!!（1979年3月17日）監督：澤田幸弘、主演：鹿沼えり
- 泉大八の女子大生の金曜日（1979年3月31日）監督：小沼勝、主演：水島美奈子
- むちむちネオン街 私たべごろ（1979年4月14日）監督：中川好久、主演：三崎奈美
- 昼下りの女 挑発!!（1979年4月14日）監督：斎藤信幸、主演：八城夏子
- 桃尻娘 ラブアタック（1979年4月28日）監督：小原宏裕、主演：竹田かほり
- もっとしなやかに もっとしたたかに（1979年4月28日）監督：藤田敏八、主演：高沢順子、森下愛子
- 高校エロトピア 赤い制服（1979年5月19日）監督：白鳥信一、主演：原悦子
- 凌辱 こます（1979年5月19日）監督：白井伸明、主演：宮井えりな
- 希望ケ丘夫婦戦争（1979年6月2日）監督：西村昭五郎、主演：片桐夕子
- 色情三姉妹 ひざくずし（1979年6月2日）監督：白井伸明、主演：日向明子
- レイプショット 百恵の唇（1979年6月23日）監督：藤井克彦、主演：水島美奈子
- 団地妻 狙われた寝室（1979年6月23日）監督：林功、主演：宮井えりな
- 天使のはらわた 名美（1979年7月7日）監督：田中登、主演：鹿沼えり
- 白く濡れた夏（1979年7月7日）監督：加藤彰、主演：池波志乃
- 団鬼六 縄と肌（英語版）（1979年7月21日）監督：西村昭五郎、主演：谷ナオミ
- 潮吹き海女（1979年7月21日）監督：白鳥信一、主演：日向明子
- ひと夏の秘密（1979年8月4日）監督：武田一成、主演：原悦子
- 宇能鴻一郎の女体育教室（1979年8月4日）監督：小原宏裕、主演：鹿沼えり
- ズームアップ 暴行現場（1979年9月8日）監督：小原宏裕、主演：宮井えりな
- 看護婦日記 いたずらな指（1979年9月8日）監督：白鳥信一、主演：小川亜佐美
- レイプハリケーン 裂く!!（1979年9月22日）監督：白井伸明、主演：石井雪江、高橋麗美
- 濡れた週末（英語版）（1979年9月22日）監督：根岸吉太郎、主演：宮下順子
- Mr. ジレンマン 色情狂い（1979年10月6日）監督：小沼勝、主演：橘雪子、朝霧友香
- 団鬼六 花嫁人形（1979年10月6日）監督：藤井克彦、主演：倉吉朝子
- 堕靡泥の星 美少女狩り（1979年10月27日）監督：鈴木則文、主演：波乃ひろみ
- 東京エロス千夜一夜（1979年10月27日）監督：西村昭五郎、主演：志麻いづみ
- エロス学園 発情時代（1979年11月10日）監督：林功、主演：田辺治郎、鹿沼えり
- 宇能鴻一郎のあつく湿って（1979年11月10日）監督：加藤彰、主演：水島美奈子
- ホールインラブ 草むらの欲情（1979年11月23日）監督：林功、主演：山口美也子
- 団地妻 肉欲の陶酔（1979年11月23日）監督：伊藤秀裕、主演：鹿沼えり
- 快楽昇天風呂（1979年12月8日）監督：藤浦敦、主演：林ゆたか
- 愛欲の標的（1979年12月22日）監督：田中登、主演：宮井えりな
- 桃子夫人の冒険（1979年12月22日）監督：小原宏裕、主演：日向明子

## 1980年
- 宇能鴻一郎の濡れて悶える（1980年1月5日）監督：西村昭五郎、主演：原悦子
- 赤い暴行（1980年1月5日）監督：曾根中生、主演：紗貴めぐみ
- 修道女 黒衣の中のうずき（1980年1月19日）監督：白井伸明、主演：鹿沼えり
- 女高生 危険なめばえ（1980年1月19日）監督：白鳥信一、主演：森村明美
- レイプハンター 狙われた女（1980年2月2日）監督：澤田幸弘、主演：岡本ひろみ
- 昭和エロチカ 薔薇の貴婦人（1980年2月2日）監督：藤井克彦、主演：宮井えりな
- 背徳夫人の欲望（1980年2月16日）監督：林功、主演：志麻いづみ
- 暴行儀式（1980年2月16日）監督：根岸吉太郎、主演：紗貴めぐみ
- スケバンマフィア 肉刑（リンチ）（1980年3月1日）監督：池田敏春、主演：倉吉朝子
- 団鬼六 少女縛り絵図（1980年3月1日）監督：小沼勝、主演：早野久美子
- ズームイン 暴行団地（1980年3月15日）監督：黒沢直輔、主演：宮井えりな
- 宇能鴻一郎のホテルメイド日記（1980年3月15日）監督：白鳥信一、主演：三崎奈美
- 少女娼婦 けものみち（1980年3月29日）監督：神代辰巳、主演：吉村彩子
- 新入社員 (秘)OL大奥物語（1980年3月29日）監督：白井伸明、主演：日向明子
- 女子大生の告白 赤い誘惑者（1980年4月12日）監督：加藤彰、主演：紀ノ山涼子
- おんなの細道 濡れた海峡（1980年4月12日）監督：武田一成、主演：桐谷夏子
- 桃尻娘 プロポーズ大作戦（1980年4月26日）監督：小原宏裕、主演：竹田かほり
- 団鬼六 白衣縄地獄（1980年5月17日）監督：西村昭五郎、主演：麻吹淳子
- 山の手夫人 性愛の日々（1980年5月31日）監督：小沼勝、主演：志麻いづみ
- 女子大生 快楽あやめ寮（1980年5月31日）監督：藤井克彦、主演：安西エリ
- 若妻官能クラブ 絶頂遊戯（1980年6月21日）監督：伊藤秀裕、主演：日向明子
- 朝はダメよ!（1980年6月21日）監督：根岸吉太郎、主演：鹿沼えり
- 若後家海女 うずく（1980年7月05日）監督：藤浦敦、主演：佐々木美子
- 女高生 夏ひらく唇（1980年7月05日）監督：加藤彰、主演：太田あや子
- 宇能鴻一郎の貝くらべ（1980年7月19日）監督：白鳥信一、主演：宮井えりな
- 単身赴任 新妻の秘密（1980年7月19日）監督：西村昭五郎、主演：風間舞子
- 看護婦日記 わいせつなカルテ（1980年8月2日）監督：西村昭五郎、主演：原悦子
- 赤い通り雨（1980年8月2日）監督：小原宏裕、主演：風祭ゆき
- スケバンマフィア 恥辱（1980年9月6日）監督：斎藤信幸、主演：倉吉朝子
- 愛の白昼夢（1980年9月6日）監督：小原宏裕、主演：畑中葉子
- 泣く女（1980年9月20日）監督：西村昭五郎、主演：風間舞子
- 団鬼六 縄炎夫人（1980年9月20日）監督：藤井克彦、主演：麻吹淳子
- ハードスキャンダル 性の漂流者（1980年10月4日）監督：田中登、主演：亜湖
- 宇能鴻一郎の浮気日記（1980年10月4日）監督：白井伸明、主演：鹿沼えり
- セックスハンター 性狩人（1980年10月22日）監督：池田敏春、主演：宮井えりな
- 妻たちの性体験 夫の眼の前で、今・・・（1980年10月22日）監督：小沼勝、主演：風祭ゆき
- クライマックス 犯される花嫁（1980年11月7日）監督：白鳥信一、主演：原悦子
- のけぞる女（1980年11月21日）監督：加藤彰、主演：風間舞子
- 快楽学園 禁じられた遊び（1980年11月21日）監督：神代辰巳、主演：太田あや子
- セックスドック 淫らな治療（1980年12月5日）監督：藤浦敦、主演：志麻いづみ
- 団鬼六 薔薇地獄（1980年12月5日）監督：西村昭五郎、主演：麻吹淳子
- 後から前から（1980年12月26日）監督：小原宏裕、主演：畑中葉子
- 百恵の唇（1980年12月26日）監督：加藤彰、主演：日向明子

## 1981年
- 宇能鴻一郎の修道院付属女子寮（1981年1月9日）監督：西村昭五郎、主演：寺島まゆみ
- 見せたがる女（1981年1月9日）監督：小沼勝、主演：風間舞子
- 女教師 汚れた放課後（1981年1月23日）監督：根岸吉太郎、主演：風祭ゆき
- 団鬼六 OL縄地獄（1981年1月23日）監督：藤井克彦、主演：麻吹淳子
- 単身赴任 情事の秘密（1981年2月6日）監督：白井伸明、主演：三崎奈美
- ズームアップ ビニール本の女（1981年2月20日）監督：菅野隆、主演：麻吹淳子
- 欲情まんかい 若妻同窓会（1981年2月20日）監督：白鳥信一、主演：風祭ゆき
- 女子大生 ザ・穴場（1981年3月6日）監督：川崎善広、主演：寺島まゆみ
- 東京カリギュラ夫人（1981年3月6日）監督：小原宏裕、主演：風間舞子
- 愛獣 悪の華（1981年4月3日）監督：加藤彰、主演：泉じゅん
- 制服体験トリオ わたし熟れごろ（1981年4月3日）監督：西村昭五郎、主演：北原理恵
- 狂った果実（1981年4月24日）監督：根岸吉太郎、主演：蜷川有紀
- 女子大生の基礎知識 ANO ANO（1981年4月24日）監督：小原宏裕、主演：青地公美
- もっと激しくもっとつよく（1981年5月15日）監督：田中登、主演：川村真樹
- 女教師のめざめ（1981年5月15日）監督：藤井克彦、主演：朝比奈順子
- 宇能鴻一郎の開いて写して（1981年5月29日）監督：西村昭五郎、主演：寺島まゆみ
- 団鬼六 女秘書縄調教（1981年5月29日）監督：伊藤秀裕、主演：麻吹淳子
- あそばれる女（1981年6月12日）監督：小沼勝、主演：風間舞子
- 色情海女 ふんどし祭り（1981年6月26日）監督：藤浦敦、主演：安西エリ
- 未亡人の寝室（1981年6月26日）監督：斎藤信幸、主演：志麻いづみ
- バックが大好き!（1981年7月10日）監督：小原宏裕、主演：朝比奈順子
- 愛欲生活 夜よ、濡らして（1981年7月10日）監督：西村昭五郎、主演：風祭ゆき
- ひと夏の体験 青い珊瑚礁（1981年7月24日）監督：池田敏春、寺島まゆみ
- 愛獣 襲る!（1981年7月24日）監督：黒沢直輔、主演：風祭ゆき
- モア・セクシー 獣のようにもう一度（1981年8月7日）監督：加藤彰、主演：畑中葉子
- ラブレター（1981年8月7日）監督：東陽一、主演：関根恵子
- 団鬼六 女教師縄地獄（1981年8月27日）監督：西村昭五郎、主演：麻吹淳子
- 婦人科病棟 やさしくもんで（1981年8月27日）監督：鈴木潤一、主演：朝比奈順子
- 女高生 恥ずかしい瞬間（1981年9月11日）監督：白鳥信一、主演：寺島まゆみ
- 密漁妻 奥のうずき（1981年9月11日）監督：菅野隆、主演：風間舞子
- 愛獣 赤い唇（1981年9月25日）監督：加藤彰、主演：泉じゅん
- 肉体保険 ベッドでサイン（1981年9月25日）監督：白井伸明、主演：三崎奈美
- ズームアップ 暴行白書（1981年10月9日）監督：藤井克彦、主演：風祭ゆき
- 女体育教師 跳んで開いて（1981年10月9日）監督：小原宏裕、主演：朝比奈順子
- 悪女群団（1981年10月23日）監督：小沼勝、主演：風祭ゆき
- 嗚呼!おんなたち 猥歌（1981年10月23日）監督：神代辰巳、主演：角ゆり子
- レイプウーマン 淫らな日曜日（1981年11月13日）監督：上垣保朗、主演：風間舞子
- 情婦はセーラー服（1981年11月13日）監督：西村昭五郎、主演：寺島まゆみ
- 女高生偽日記（1981年11月27日）監督：荒木経惟、主演：荒井理花
- 団鬼六 女美容師縄飼育（1981年11月27日）監督：伊藤秀裕、主演：麻吹淳子
- 快楽温泉郷 女体風呂（1981年12月11日）監督：藤浦敦、主演：三崎奈美
- セクシー・ぷりん 癖になりそう（1981年12月25日）監督：加藤彰、主演：畑中葉子
- 天使のはらわた 赤い淫画（1981年12月25日）監督：池田敏春、主演：泉じゅん

## 1982年
- 宇能鴻一郎の濡れて騎る（1982年1月8日）監督：鈴木潤一、主演：朝比奈順子
- 美姉妹 犯す（1982年1月8日）監督：西村昭五郎、主演：風祭ゆき
- 奴隷契約書（1982年1月22日）監督：小沼勝、主演：松川ナミ
- 桃尻同級生 まちぶせ（1982年1月22日）監督：小原宏裕、主演：寺島まゆみ
- 看護婦日記 獣じみた午後（1982年2月5日）監督：黒沢直輔、主演：風間舞子
- 女事務員 色情生活（1982年2月5日）監督：白鳥信一、主演：風間舞子
- ズームアップ 聖子の太腿（1982年2月26日）監督：小原宏裕、主演：寺島まゆみ
- 闇に抱かれて（1982年2月26日）監督：武田一成、主演：風祭ゆき
- 女新入社員 5時から9時まで（1982年3月12日）監督：藤井克彦、主演：朝比奈順子
- セーラー服鑑別所（1982年3月26日）監督：川崎善広、主演：美保純
- 犯され志願（1982年3月26日）監督：中原俊、主演：有明祥子
- 女教師 生徒の眼の前で（1982年4月9日）監督：上垣保朗、主演：三東ルシア
- 生録盗聴ビデオ（1982年4月9日）監督：菅野隆、主演：風間舞子
- マダムスキャンダル 10秒死なせて（1982年4月23日）監督：西村昭五郎、主演：五月みどり
- 悪魔の部屋（1982年4月23日）監督：曾根中生、主演：中村れい子
- ワイセツ家族 母と娘（1982年5月14日）監督：那須博之、主演：志麻いづみ、森村陽子
- 黒い下着の女（1982年5月14日）監督：斎藤信幸、主演：倉吉朝子
- 宇能鴻一郎の人妻いじめ（1982年5月28日）監督：白鳥信一、主演：寺島まゆみ
- 奴隷契約書 鞭とハイヒール（1982年5月28日）監督：中原俊、主演：松川ナミ
- キャバレー日記（1982年6月25日）監督：根岸吉太郎、主演：竹井みどり
- 白薔薇学園 そして全員犯された（1982年6月25日）監督：小原宏裕、主演：三崎奈美
- くいこみ海女 乱れ貝（1982年7月9日）監督：藤浦敦、主演：渡辺良子
- 鏡の中の悦楽（1982年7月9日）監督：西村昭五郎、主演：朝比奈順子
- 聖子の太腿 ザ・チアガール（1982年7月23日）監督：川崎善広、主演：寺島まゆみ
- ピンクのカーテン（1982年7月23日）監督：上垣保朗、主演：美保純
- 軽井沢夫人（1982年8月6日）監督：小沼勝、主演：高田美和
- ジェラシー・ゲーム（1982年8月6日）監督：東陽一、主演：大信田礼子、高橋ひとみ
- 女教師狩り（1982年8月28日）監督：鈴木潤一、主演：風祭ゆき
- 団鬼六 蒼いおんな（1982年8月28日）監督：藤井克彦、主演：志麻いづみ
- 連続暴行魔 白昼の淫夢（1982年9月15日）監督：西村昭五郎、主演：水木薫
- （本）噂のストリッパー（1982年9月15日）監督：森田芳光、主演：岡本かおり
- 宇能鴻一郎の女医も濡れるの（1982年10月1日）監督：白鳥信一、主演：朝比奈順子
- 肉奴隷 悲しき玩具（1982年10月1日）監督：藤井克彦、主演：松川ナミ
- 実録色事師 ザ・ジゴロ（1982年10月15日）監督：小原宏裕、主演：渡辺良子、倉吉朝子、江崎和代
- 絶頂姉妹 堕ちる（1982年10月15日）監督：黒沢直輔、主演：倉吉朝子、江崎和代
- あんねの子守唄（1982年10月29日）監督：西村昭五郎、北畑秦啓、主演：小森みちこ
- 聖子の太腿 女湯子町（1982年10月29日）監督：中原俊、主演：寺島まゆみ
- ピンクのカーテン2（1982年10月29日）監督：上垣保朗、主演：美保純
- セーラー服色情飼育（1982年11月15日）監督：渡辺護、主演：可愛かずみ
- 受験慰安婦（1982年11月19日）監督：児玉高志、主演：岡本かおり
- 恥辱の部屋（1982年11月19日）監督：武田一成、主演：風祭ゆき
- 温泉芸者 湯舟で一発（1982年12月3日）監督：藤浦敦、主演：三崎奈美
- 団鬼六 少女木馬責め（1982年12月3日）監督：加藤文彦、主演：西川瀬里奈
- OH! タカラヅカ（1982年12月24日）監督：小原宏裕、主演：美保純
- 赤いスキャンダル 情事（1982年12月24日）監督：高林陽一、主演：水原ゆう紀

## 1983年
- ホテルヒメ 火照る姫（1983年1月7日）監督：西村昭五郎、主演：風祭ゆき
- 縄と乳房（1983年1月7日）監督：小沼勝、主演：松川ナミ
- ピンクカット 太く愛して深く愛して（1983年1月21日）監督：森田芳光、主演：寺島まゆみ
- セクシードール 阿部定3世（1983年1月21日）監督：菅野隆、主演：三東ルシア
- お姉さんの太股（1983年2月4日）監督：鈴木潤一、主演：岡本かおり
- 襲われる女教師（1983年2月4日）監督：斎藤信幸、主演：風祭ゆき、朝吹ケイト
- 宇能鴻一郎の姉妹理容師（1983年2月25日）監督：中原俊、主演：井上麻衣、三崎奈美
- ゴールドフィンガー もう一度奥まで（1983年3月11日）監督：小原宏裕、主演：朝比奈順子
- 春画（1983年3月11日）監督：西村昭五郎、主演：藍ともこ
- あんねの日記（1983年3月25日）監督：北畑泰啓、主演：小森みちこ
- ズームアップ 卒業写真（1983年3月25日）監督：川崎善広、主演：中村れい子
- ピンクのカーテン3（1983年3月25日）監督：上垣保朗、主演：美保純
- ポルノ女優志願（1983年4月15日）監督：小原宏裕、主演：浅見美那
- 乳首にピアスをした女（1983年4月25日）監督：西村昭五郎、主演：泉じゅん
- 女帝（1983年4月29日）監督：関本郁夫、主演：黛ジュン
- 宇能鴻一郎の濡れて学ぶ（1983年6月10日）監督：鈴木潤一、主演：岡本かおり
- 猟色（1983年6月10日）監督：伊藤秀裕、主演：渡辺良子
- セーラー服 百合族（1983年6月24日）監督：那須博之、主演：山本奈津子、小田かおる
- 色ざんげ（1983年6月24日）監督：西村昭五郎、主演：浅見美那
- 3年目の浮気（1983年7月8日）監督：中原俊、主演：林亜里沙
- ブルーレイン大阪（1983年7月8日）監督：小沼勝、主演：志水季里子
- 性的犯罪（1983年7月22日）監督：崔洋一、主演：風祭ゆき
- 少女暴行事件 赤い靴（1983年7月22日）監督：上垣保朗、主演：井上麻衣
- ダブルベッド（1983年8月5日）監督：藤田敏八、主演：大谷直子、石田えり
- 団鬼六 美女縄地獄（1983年8月25日）監督：中村幻児、主演：高倉美貴
- 紅夜夢（1983年8月25日）監督：西村昭五郎、主演：親王塚貴子
- お嬢さんの股ぐら（1983年9月16日）監督：藤浦敦、主演：朝吹ケイト
- のぞき（1983年9月16日）監督：武田一成、主演：井上麻衣
- 女囚 檻（1983年9月16日）監督：小沼勝、主演：浅見美那
- 暗室（1983年9月17日）監督：浦山桐郎、主演：木村理恵
- 愛獣 猟る!（1983年10月14日）監督：上垣保朗、主演：沢田和美
- セーラー服 百合族2（1983年10月14日）監督：那須博之、主演：山本奈津子、小田かおる
- ロリコンハウス おしめりジュンコ（1983年11月18日）監督：加藤文彦、主演：青木琴美
- 女教師は二度犯される （1983年11月18日）監督：西村昭五郎、主演：志水季里子
- 団鬼六 美女縄化粧（1983年12月2日）監督：藤井克彦、主演：高倉美貴
- ケンちゃんちのお姉さん（1983年12月2日）監督：児玉高志、主演：岡本かおり
- 発禁・秘画のおんな（1983年12月2日）監督：黒沢直輔、主演：仁科まり子
- ファイナル・スキャンダル 奥様はお固いのがお好き（1983年12月23日）監督：小沼勝、主演：五月みどり
- 女猫（1983年12月23日）監督：山城新伍、主演：早乙女愛

## 1984年
- 美少女プロレス 失神10秒前（1984年1月13日）監督：那須博之、主演：山本奈津子、小田かおる
- スキャンティドール 脱ぎたての香り（1984年2月3日）監督：水谷俊之、主演：小田かおる
- 宇能鴻一郎の濡れて打つ（1984年2月17日）監督：金子修介、主演：山本奈津子
- 縄姉妹 奇妙な果実（1984年2月17日）監督：中原俊、主演：美野真琴、早乙女宏美
- 残酷!少女タレント（1984年3月2日）監督：上垣保朗、主演：加来見由佳
- 女高生日記 乙女の祈り（1984年3月2日）監督：川崎善広、主演：青木琴美
- 白衣物語 淫す!（1984年3月2日）監督：伊藤秀裕、主演：浅見美那
- スチュワーデス・スキャンダル 獣のように抱きしめて（1984年3月16日）監督：小沼勝、主演：藍とも子
- 団鬼六監修 SM大全集（1984年3月16日）監督：加藤文彦、主演：谷ナオミ、東てる美
- ニセ未亡人 いちじく白書（1984年4月6日）監督：黒沢直輔、主演：朝比奈順子
- 便利屋K子（1984年4月6日）監督：白井伸明、主演：三原誠子
- 美加マドカ 指を濡らす女（1984年4月20日）監督：神代辰巳、主演：美加マドカ
- 夕ぐれ族（1984年4月20日）監督：曾根中生、主演：春やすこ、松本ちえこ
- 不純な関係（1984年5月11日）監督：西村昭五郎、主演：中村亜湖
- 愛欲の日々 エクスタシー（1984年5月25日）監督：磯村一路、主演：小川より子
- 宇能鴻一郎の伊豆の踊子（1984年5月25日）監督：藤浦敦、主演：朝吹ケイト
- 団鬼六 修道女縄地獄（1984年5月25日）監督：藤井克彦、主演：高倉美貴
- ニャンニャン娘（1984年6月15日）監督：中村幻児、主演：井上麻衣
- 丸茂ジュンの痴女伝説（1984年6月15日）監督：西村昭五郎、主演：浅見美那
- ロリータ妻 微熱（1984年6月29日）監督：黒沢直輔、主演：山本奈津子
- 姉日記（1984年6月29日）監督：那須博之、主演：小田かおる
- 赤いキャンパス 狂った放課後（1984年6月29日）監督：小原宏裕、主演：仁科まり子
- ひと夏の出来ごころ（1984年7月13日）監督：加藤文彦、主演：岡本かおり
- 踊る乳房（1984年7月13日）監督：川崎善広、主演：朝吹ケイト
- 秘色リース妻（1984年7月13日）監督：白井伸明、主演：志水季里子
- OL百合族19歳（1984年7月27日）監督：金子修介、主演：小田かおる、山本奈津子
- イヴちゃんの花びら（1984年7月27日）監督：中原俊、主演：イヴ
- 双子座の女（1984年8月10日）監督：山城新伍、主演：五十嵐夕紀
- 女子大寮VS看護婦学園寮（1984年9月1日）監督：斎藤信幸、主演：浅見美那
- 団鬼六 縄責め（1984年9月1日）監督：関本郁夫、主演：高倉美貴
- スケバン株式会社 やっちゃえ!お嬢さん（1984年9月15日）監督：小原宏裕、主演：関根律子
- 猟色 サロメの唇（1984年9月15日）監督：藤井克彦、主演：渡辺良子
- 未熟な下半身（1984年9月29日）監督：斉藤信幸、主演：青木琴美
- 蘭の肉体（1984年9月29日）監督：西村昭五郎、主演：小田かおる
- イヴちゃんの姫（1984年11月3日）監督：金子修介、主演：イヴ
- ヴァージンなんて怖くない（1984年11月3日）監督：那須博之、主演：鎌田みゆき、染井真理
- 私の中の娼婦（1984年11月3日）監督：武田一成、主演：田坂都
- 主婦と性生活（1984年11月23日）監督：堀内靖博、主演：泉じゅん
- 柔肌色くらべ（1984年12月8日）監督：小沼勝、主演：仁科まり子
- 女子大生 温泉芸者（1984年12月8日）監督：藤浦敦、主演：朝吹ケイト
- 刺青 IREZUMI（1984年12月22日）監督：曾根中生、主演：伊藤咲子
- 初夜の海（1984年12月22日）監督：中原俊、主演：小田かおる

## 1985年
- 高校教師 成熟（1985年1月15日）監督：西村昭五郎、主演：赤坂麗、渡辺良子
- 団鬼六 緊縛卍責め（1985年1月15日）監督：関本郁夫、主演：高倉美貴
- 看護婦女子寮 いじわるな指（1985年2月2日）監督：川崎善広、主演：泉じゅん
- イヴの濡れてゆく（1985年2月23日）監督：村上修、主演：イヴ
- 美姉妹 剥ぐ!（1985年3月9日）監督：上垣保朗、主演：小田かおる、赤坂麗
- 人妻暴行マンション（1985年3月23日）監督：斎藤信幸、主演：渡辺良子
- 制服白百合族 悪い遊び（1985年3月23日）監督：小原宏裕、主演：望月真美
- 宇能鴻一郎の桃さぐり（1985年4月6日）監督：西村昭五郎、主演：赤坂麗
- OL監禁（白昼レイプ）（1985年4月20日）監督：加島春海、主演：平瀬りえ
- 制服肉奴隷（1985年5月22日）監督：すずきじゅんいち、主演：望月真美
- 痴漢通勤バス（1985年6月15日)監督：滝田洋二郎、主演：滝川真子
- オフィス・ラブ 真昼の禁猟区（1985年7月20日）監督：上垣保朗、主演：赤坂麗
- 絶倫海女 しまり貝（1985年7月20日）監督：藤浦敦、主演：清里めぐみ
- ラブホテル（1985年8月3日）監督：相米慎二、主演：速水典子
- 花と蛇 地獄篇（1985年8月24日）監督：西村昭五郎、主演：麻生かおり
- 令嬢肉奴隷（1985年8月24日）監督：すずきじゅんいち、主演：赤坂麗
- ブレイクタウン物語（1985年8月24日）監督：浅尾政行、主演：橘美奈子
- タブーX倒錯（1985年9月7日）監督：那須博之、主演：美波千秋
- 箱の中の女 処女いけにえ（1985年9月7日）監督：小沼勝、主演：葵令子
- 女銀行員 暴行オフィス（1985年10月12日）監督：西村昭五郎、主演：麻生かおり
- オーガズム 真理子（1985年11月16日）監督：加藤文彦、主演：清里めぐみ
- 夢犯（1985年11月16日）監督：黒沢直輔、主演：赤坂麗
- 団鬼六 美教師地獄責め（1985年12月14日）監督：瀬川正仁、主演：真咲乱
- OL誘拐犯 剥ぐ!（1985年12月14日）監督：片岡修二、主演：早乙女宏美
- 魔性の香り（1985年12月27日）監督：池田敏春、主演：天地真理

## 1986年
- 美姉妹肉奴隷（1986年1月18日）監督：藤井克彦、主演：赤坂麗、清里めぐみ
- 凌辱めす市場 監禁（1986年1月18日）監督：上垣保朗、主演：麻生かおり
- スワップ診察室 蜜しぶき（1986年2月22日）監督：藤浦敦、主演：清里めぐみ、朝吹ケイト
- 花と蛇 飼育篇（1986年3月8日）監督：西村昭五郎、主演：小川美那子
- 女医肉奴隷（1986年3月8日）監督：藤井克彦、主演：麻生かおり
- マダム・サド 牝地獄（1986年3月26日）監督：上垣保朗、主演：和地真智子
- 強制ワイセツ犯 性魔（1986年4月12日）監督：児玉高志、主演：清里めぐみ
- 赤い禁猟区 ハードコアの夜（1986年4月12日）監督：西村昭五郎、主演：麻生かおり
- 薄毛の19才（1986年4月12日）監督：堀内靖博、主演：杉原光輪子
- レイプハンター 通り魔（1986年6月14日）監督：加藤文彦、主演：麻生かおり、榊真美
- いたずらロリータ 後からバージン（1986年7月12日）監督：金子修介、主演：水島裕子
- はみ出しスクール水着（1986年7月12日）監督：滝田洋二郎、主演：清里めぐみ
- いんこう（1986年7月26日）監督：小沼勝、主演：麻生かおり
- 瓶詰の地獄（1986年7月26日）監督：川崎善広、主演：小倉千夜子、小川美那子、小林ひとみ
- 芦屋令嬢 いけにえ（1986年8月23日）監督：池田賢一、主演：雨野夕紀
- 団鬼六 蛇と鞭（1986年8月23日）監督：西村昭五郎、主演：真咲乱
- (生)ビデオルーム なまつば愛撫（1986年9月23日）監督：藤浦敦、主演：清里めぐみ
- 白バラ学院 わいせつな放課後（1986年10月31日）監督：北村武司、主演：麻生かおり
- 花と蛇 白衣縄奴隷（1986年12月6日）監督：西村昭五郎、主演：真咲乱
- タイム・アバンチュール 絶頂5秒前（1986年12月20日）監督：滝田洋二郎、主演：田中こずえ
- ベッド・イン（1986年12月20日）監督：小沼勝、主演：柳美希

## 1987年
- 美姉妹 喘ぐ（1987年1月24日）監督：上垣保朗、主演：麻生かおり、清里めぐみ
- 蘭光生 肉飼育（1987年1月24日）監督：川崎善広、主演：小川美那子
- 団鬼六 生贄姉妹（1987年4月28日）監督：西村昭五郎、主演：小川美那子
- 妖艶 肉縛り（1987年4月28日）監督：すずきじゅんいち、主演：長坂しほり
- 狙われた放課後　絶叫！（1987年5月30日）監督：広西真人、主演：藤井玲奈
- 拷問貴婦人（1987年6月20日）監督：ガイラ、主演：麻野桂子
- 六本木令嬢 ふ・し・だ・ら（1987年6月20日）監督：四ノ宮浩、主演：霧浪千寿
- 愛しのハーフ・ムーン（1987年8月8日）監督：滝田洋二郎、主演：伊藤麻衣子
- お嬢さん探偵 ときめき連発!（1987年8月29日）監督：黒沢直輔、主演：西脇美智子、水島裕子
- 痴漢サギ師 まさぐる指先（1987年9月19日）監督：藤浦敦、主演：高樹陽子
- 赤い縄 〜果てるまで〜（1987年10月17日）監督：すずきじゅんいち、主演：岸加奈子
- スペシャルONANIE（1987年10月31日）監督：瀬川正仁、主演：叶みづき
- い・ん・び（1987年11月21日）監督：三河周、主演：小川真実
- 制服くずし（1987年11月21日）監督：堀内靖博、主演：岬まどか
- 花と蛇 究極縄調教（1987年12月5日）監督：浅尾政行、主演：速水舞
- 檻の中の欲しがる女たち（1987年12月5日）監督：すずきじゅんいち、主演：若菜忍
- 待ち濡れた女（1987年12月19日）監督：上垣保朗、主演：中村晃子
- 小林ひとみの令嬢物語（1987年12月19日）監督：池田賢一、主演：小林ひとみ

## 1988年
- いけにえ天使（1988年1月9日）監督：藤井克彦、主演：桂木麻也子
- 輪舞 〈りんぶ〉（1988年1月9日）監督：小沼勝、主演：麻生かおり
- 冴島奈緒 アクメ記念日（1988年1月23日）監督：瀬川正仁、主演：冴島奈緒
- ナ・ン・パ 〈軟派〉（1988年2月10日）監督：廣西眞人、主演：藤田容子
- シンデレラ・エクスタシー 黒い瞳の誘惑（1988年2月27日）監督：川崎善広、主演：叶みづき、高樹陽子、前原祐子
- 箱の中の女2（1988年2月27日）監督：小沼勝、主演：長坂しほり
- お元気クリニック 立って貰います（1988年2月27日）監督：渡辺元嗣、主演：滝川真子
- BU・RA・Iの女（1988年4月23日）監督：村上修、主演：平歩千佳
- ラスト・キャバレー（1988年4月23日）監督：金子修介、主演：かとうみゆき
- 地下鉄連続レイプ 愛人狩り（1988年5月7日）監督：片岡修二、主演：岸加奈子
- 天使のはらわた 赤い眩暈（1988年5月7日）監督：石井隆、主演：桂木麻也子
- 団鬼六 妖艶能面地獄（1988年5月14日）監督：加藤文彦、主演：柏木よしみ
- ベッド・パートナー BED PARTNER（1988年5月28日）監督：後藤大輔、主演：広田今日子
- ラブ・ゲームは終わらない（1988年5月28日）監督：金澤克次、主演：竹田ゆかり
- ザッツ・ロマンポルノ 女神たちの微笑み（1988年6月11日）監督：児玉高志

## RETURNS版（2010年）
- 団地妻　昼下がりの情事（2010年2月13日公開）監督：中原俊、主演：高尾祥子
- 後ろから前から（2010年2月27日公開）監督：増本庄一郎、主演：宮内知美

## リブートプロジェクト（2016年 - 2017年）
- ジムノペディに乱れる（2016年11月26日）監督：行定勲、主演：板尾創路・芦那すみれ・岡村いずみ
- 風に濡れた女（2016年12月17日）監督：塩田明彦、主演：永岡佑・間宮夕貴・美知枝
- 牝猫たち（2017年1月14日）監督：白石和彌、主演：井端珠里・真上さつき・美知枝
- アンチポルノ（2017年1月28日）監督：園子温、主演：冨手麻妙・筒井真理子
- ホワイトリリー（2017年2月11日）監督：中田秀夫、主演：飛鳥凛・山口香緖里

## ROMAN PORNO NOW（2022年）
- 手（2022年9月16日）監督：松居大悟、主演：福永朱梨[1][2]
- 愛してる!（2022年9月30日）監督：白石晃士、主演：川瀬知佐子、鳥之海凪紗、乙葉あい[1][2]
- 百合の雨音（2022年10月14日）監督：金子修介、主演：小宮一葉、花澄[1][2]

## 著名人の好きな作品
行定勲(映画監督)は、『悶絶!!どんでん返し』を挙げている。「壮絶なラストシーンはロマンポルノ史の中でも最も秀逸な場面。最もエキセントリックな作品」と評している。
宇多丸(RHYMESTER)は、『ピンクカット　太く愛して深く愛して』を挙げている。「監督の森田芳光にしか作り得ないロマンポルノの快作」と評している。
城定秀夫(映画監督)は、『キャバレー日記』を挙げている。「キャバレーを舞台にした複数の男女による“人間讃歌”。このみっともなさ、泥臭さこそ僕の知っている青春。自分がピンク映画の世界に身を投じる契機になった大傑作」と位置づけている。
瀬々敬久(映画監督)は、『天使のはらわた 赤い教室』を挙げている。「脚本を担当した石井隆の紡ぐ物語の数々は、シンプルにして力強く僕たちの心を打ち続けてくれた」と評している。